# Histoires à lunettes
 (août 2025).
Si vous disposez d'ouvrages ou d'articles de référence ou si vous connaissez des sites web de qualité traitant du thème abordé ici, merci de compléter l'article en donnant les références utiles à sa vérifiabilité et en les liant à la section « Notes et références ».
Histoires à lunettes est une série de bande dessinée des éditions Dupuis scénarisée et dessinée par Clarke, et coscénarisée par Midam. Les quatre premiers tomes de la série sont des rééditions des trois albums de la série Durant les travaux, l'exposition continue… de la collection Humour Libre et de l'album Le miracle de la vie de la collection Expresso. Le tome 5 contient des gags nouveaux et inédits. Les deux derniers volumes ont été réalisés par Clarke seul.

## Concept
La série met en scène des personnages qui portent des lunettes dans des gags en une page. Beaucoup de ces gags font intervenir des personnages récurrents parmi lesquels des amnésiques et leur dictaphone qui leur rappelle leur identité chaque matin au réveil, un gardien de zoo, des médecins légistes, des explorateurs et les deux savants iconoclastes Médart et Jenkins. Le ton est généralement absurde et décalé. Si les tomes 1, 2 et 5 ne semblent pas avoir de thème central, le tome 3 s'attaque aux croyances du paranormal alors que le tome 4 est un plaidoyer vitriolique contre les enfants.

## Albums
Dans cette réédition, chaque album contient un dossier inédit sur la série et ses auteurs à la fin, les 4 premiers ont un dossier de 2 pages et le 5 un de 10 pages.
1. Par-delà le point focal
2. Bienvenue dans la 4e dioptrie
3. Crise de foi
4. Le miracle de la vie
5. Le monde est flou